# げきぶの。
『げきぶの。』は、くずしろによる日本の4コマ漫画。スクウェア・エニックスのウェブコミック配信サイト『ガンガンONLINE』で2010年4月22日更新分から第2・第4週更新で連載されていた。2012年2月9日最終話が公開された。全3巻。

## あらすじ
無個性・無趣味・根暗な高校生倉本蒼也は、転校先でクラスメートとなった千葉巴に演劇部に誘われる。悩んだ末、暗い自分を変えるため入部した蒼也だったが、『演劇部』とはまともに活動していない上に部員も個性的すぎる面々ばかり。こうして蒼也の周囲に振り回される日々が始まるのであった。

## 登場人物
倉本 蒼也（くらもと そうや）
主人公。目が前髪で隠れている。対人恐怖症で自分に自信が無く、極度なネガティブ思考をする。転校初日に巴に勧誘され、戸惑いながらも演劇部に入部する。常識人であり、演劇部のメンバー達に振り回されることもしばしば。基本的にはツッコミ役だが、一度悪い方向に思考がはまってしまうとおかしな発想をする。控えめすぎるせいか、巴やむつきなどの同級生に対しても敬語を使う。両親が離婚しており、妹の葵とは別々に暮らしている。
千葉 巴（ちば ともえ）
蒼也のクラスメイト。演劇部所属で役者担当。クールだが少し茶目っ気のある性格。小柄で中性的な美少女だが、本人は背の低さとあまりに平坦な体型を気にしている。日常生活においても演じるキャラクターのレパートリーをたくさん持っており、状況に応じて使い分けている。掴みどころのない言動が多いが、根は甘えん坊。副部長の美恵子を慕っており、彼女に対しては頻繁にスキンシップを行う。
五十嵐 黎人（いがらし あきと）
演劇部部長。脚本と演出を担当。明るい性格で部のムードメーカー的存在。しかし、ハイテンションで暴走気味な上にナルシストの気があり、周囲からその言動を鬱陶しいと思われることも多い。特に副部長の美恵子からは容赦のない制裁を喰らっている。それでも一応部員のことはしっかり把握している様子。
福岡 美恵子（ふくおか みえこ）
演劇部副部長。音響を担当。控えめで人見知りするが基本的には優しい性格。ただし黎人の言動に対してはかなり手厳しい態度を取る。また、巴に対しては甘く、いじられることも多い。実は一年前までは蒼也以上にネガティブで卑屈な性格であり、目を髪で隠していた。後に黎人をきっかけにその状態から脱したため、彼に対しては複雑な思いを抱いている。
春日 むつき（はるひ むつき）
蒼也のクラスメイト。演劇部所属で役者担当。明るく何事にもめげない性格。巴にゾッコンだが、あまりにベタベタするため向こうからはかなりぞんざいな扱いを受けている。実はかなりのドMであり、巴からの冷たい言葉や態度も悦びに変換している。ちなみに『巴（好きな人）と美恵子（好きな人の好きな人）のプレイ中に（嘲笑されつつ）放置プレイ』が将来の理想。
春日 いつき（はるひ いつき）
演劇部部員。小道具担当。蒼也たちの隣のクラスに所属している。むつきとは双子で容姿はそっくりだが、性格は正反対のドS。容姿や体型が似ているのを利用し、時折むつきと制服を交換して楽しんでいる。相手をいじって楽しむ言動が多いが実は面倒見が良いという一面を持ち、蒼也に『SEWAYAKI』のSと言われたことがある。
三神刹那（みかみ せつな）
蒼也の担任で演劇部の顧問。面倒くさがりで大ざっぱな性格。担当科目は英語だが、エロい雰囲気が出るからという理由で白衣を着ている。メイド喫茶を経営する雪那という妹がいる。

## 単行本
1. 2011年3月25日 ISBN 978-4-7575-3181-9
2. 2011年9月24日 ISBN 978-4-7575-3379-0
3. 2012年4月25日 ISBN 978-4-7575-3581-7